# Vladímir Zavadski
Vladímir  Vasílievich Zavadski (en ruso: Владимир Васильевич Завадский; 11 de enero de 1978 - 28 de noviembre de 2023) fue un mayor general ruso que fue subcomandante del 14.º Cuerpo de Ejército del Ejército de Rusia. Murió en combate en Ucrania en noviembre de 2023, al parecer por el estallido de una mina terrestre.

## Biografía
Zavadski era originario del óblast de Rostov. Se graduó en el Colegio Militar Suvórov de la Guardia de Uliánovsk en 1995, y luego se graduó en la Escuela Superior de Mando de Armas Combinadas de Moscú en 2000. En 2010, se graduó de la Academia de Armas Combinadas de las Fuerzas Armadas de la Federación Rusa y fue honrado por el entonces presidente ruso, Dmitri Medvédev.
En 2018, fue designado comandante de la 4.ª División de Tanques de la Guardia (también conocida como «División de Tanques Kantemirovsky»), que dirigió hasta 2021.
Zavadski participó en la invasión rusa de Ucrania que comenzó en 2022 como subcomandante del 14.º Cuerpo de Ejército de la Armada rusa.Según analistas ucranianos, Zavadski fue herido durante su retirada de Izium durante la contraofensiva ucraniana de Járkov en 2022.
El 28 de noviembre de 2023, Zavadski fue presuntamente asesinado por una de las minas terrestres del propio ejército ruso en Ucrania. Zavadski pudo haber conducido un vehículo ucraniano capturado que transportaba a tres oficiales rusos hacia un campo minado mientras escapaba del fuego amigo de equipos de mortero desinformados, según una fuente no confirmada. El Ministerio de Defensa ruso no hizo comentarios sobre el incidente. El lugar de la muerte de Zavadski no quedó claro de inmediato: Lenta.ru afirmó que había muerto cerca de Izium en el óblast de Járkov, pero The Kyiv Independent se mostró escéptico y señaló que la ciudad estaba «docenas de kilómetros» detrás de la línea del frente en territorio controlado por Ucrania. La BBC sugirió que la unidad de Zavadski estaba estacionada en el óblast de Jersón durante el incidente.
El 4 de diciembre de 2023, el gobernador del óblast de Vorónezh, Aleksandr Gusev, confirmó que Zavadski había muerto «en cumplimiento de su deber» en la zona de operaciones especiales, pero no dio más detalles. Este el séptimo general que Rusia pierde en el Conflicto.

## Vida personal
Zavadski estaba casado y tenía hijos según varias fuentes.